# Fontaine-lavoir de Pennesières
La fontaine-lavoir de Pennesières est un monument situé dans la commune de Pennesières dans le département français de la Haute-Saône.

## Description
C'est un des premiers modèles de lavoirs couverts, clos d'un mur sur trois côtés et ouvert en façade par deux grandes baies et deux portes.
Au milieu de la façade se lit l'inscription latine « More fluentis aquæ labuntur lucida nobis » (Ce qui nous est radieux s'écoule comme l'eau courante).

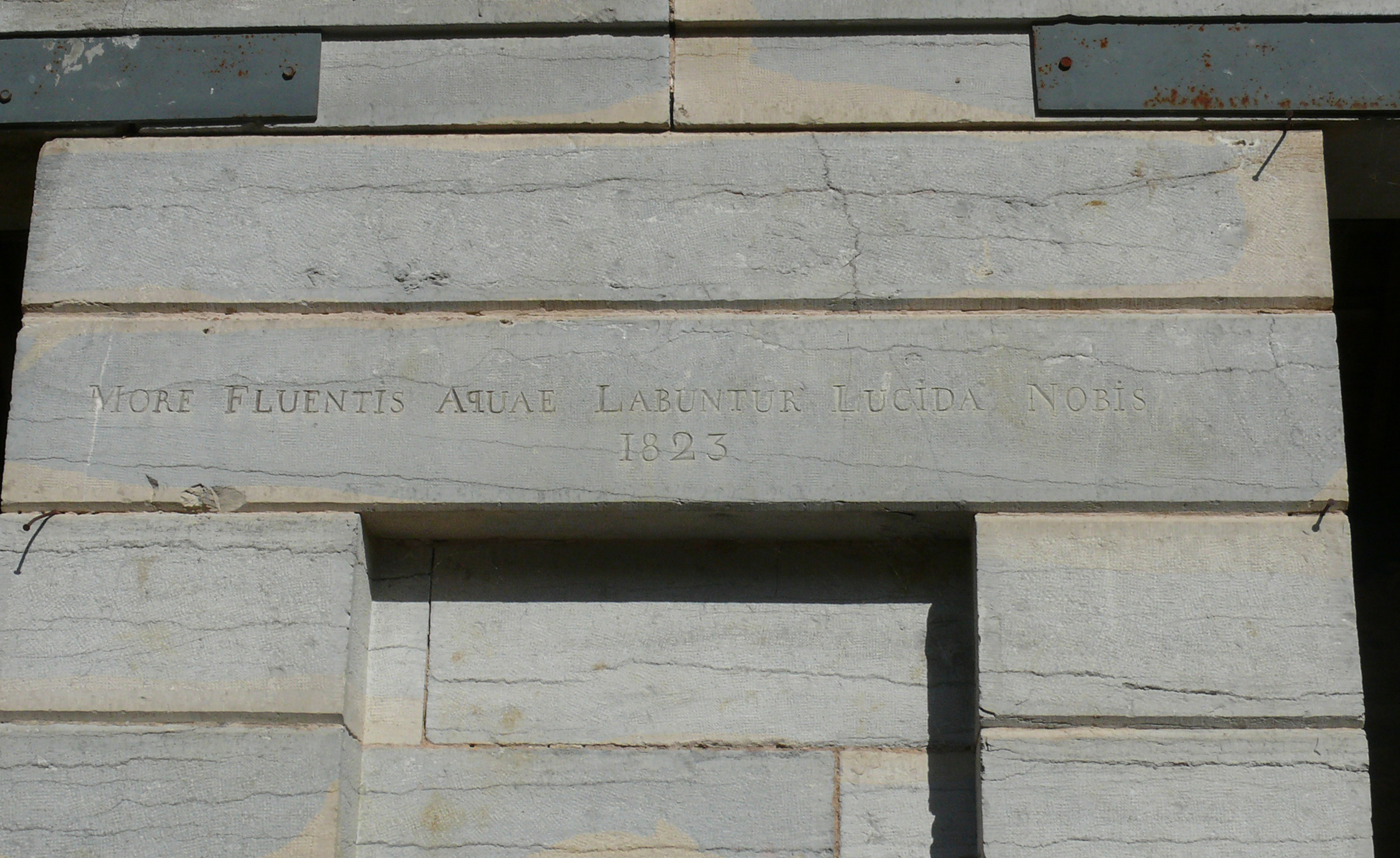
Devise sur la façade

## Historique
La fontaine-lavoir est bâtie en 1822 par l'architecte René Attiret. 
Elle fait l’objet d’une inscription au titre des monuments historiques depuis le 3 août 2004.